# Meinhard I, Conte de Gorizia-Tirol
Meinhard I de Gorizia-Tirol (n.c. 1193/1194 – d. 22 iulie 1258) aparținând Casei de Gorizia, a fost conte de Gorizia (1220–1258) sub numele Meinhard al III-lea și conte de Tirol sub numele Meinhard I (1253–1258), precum și Vogt în Aquileia, Trento, Brixen și Bozen. 

## Biografie
Meinhard a fost fiul contelui Engelbert al III-lea de Gorizia (d. 1220) și al contesei Matilda de Andechs, fiica margrafului Berthold al III-lea de Andechs și conte al Istriei (d. 1188). 
Soția lui Meinhard, Adelaida, era fiica contelui Albert al III-lea de Tirol. Această căsătorie a fost decisivă pentru familia conților de Gorizia în dobândirea comitatului Tirol, deoarece contele Albert al III-lea nu a avut nici un fiu, iar Elisabeta, sora Adelaidei, a murit de asemenea fără a avea urmași. În noiembrie 1234 Meinhard a emis la Cividale împreună cu vărul său, patriarhul Berthold de Aquileia (al V-lea conte de Andechs), un certificat privind dreptul de a escorta, vămui și taxa transportul prin pasul Kreuzberg (Plöckenpass). Acesta a fost unul dintre contractele cele mai importante din punct de vedere economic ale guvernării lui Meinhard. El a deschis astfel cea mai scurtă legătură între posesiunile din nordul și sudul Goriziei care aveau permanent venituri mari. Ca viitor moștenitor, Meinhard a colaborat îndeaproape cu socrul său contele Albert al III-lea al Tirolului, după cum reiese din documentele care poartă sigiliile celor doi conți.
Meinhard a fost unul dintre susținătorii familiei Hohenstaufen fiind numit guvernator al Stiriei de către împăratul Frederic al II-lea la sfârșitul anului 1246. El a încercat să cucerească Carintia, dar a pierdut în 1252 alături de socrul său, contele Albert al III-lea, lângă Greifenburg lupta împotriva ducelui Bernhard de Spanheim și a fiului acestuia, Filip. Încheind cu adversarul său Pacea de la Lieserhofen în 27 decembrie 1252 el a trebuit să-i dea ostatici pe fiii săi Meinhard și Albert care au rămas închiși în cetatea Hohenwerfen până în 1259 și respectiv 1263 când cel de-al doilea a evadat. Meinhard a trebuit să plătească mari despăgubiri și a priedut posesiuni importante în Carintia.
În iulie 1253 la moartea lui Albert al III-lea, contele Meinhard al III-lea a preluat împreună cu cumnatul său contele Gebhard al VI-lea de Hirschberg, posesiunile din Tirol ale socrului său (în 1248 acesta moștenise  o mare parte dintre posesiunile lui Otto al III-lea de Andechs-Merano care murise la 19 iunie același an). Pe 10 noiembrie 1254 cei doi cumnați au convenit la Merano asupra împărțirii moștenirii din Tirol, contele Meinhard primind posesiunile din sud, inclusiv regiunile asociate din Carintia și Friuli. În iulie 1254 el obținuse și feudele din Trento ale liniei principale a familiei conților de (Eppan-) Ulten care se stinsese în 1248, iar în mai 1256 a preluat posesiunile Eparhiei de Trento. Meinhard deținea astfel proprietatea principală a conților de Eppan (descendenți ai unui urmaș ilegitim al dinastiei Welfilor) și Tirolul. Din 1256 el apare în documente de cele mai multe ori cu titlul „Contele Meinhard von Görz (III.) und Tirol (I.)” în traducere: „contele Meinhard de Gorizia (III.) și Tirol (I.)”.
Meinhard a murit în 1258, a fost înmormântat în Castelul Tirol și ulterior a fost transferat la Mănăstirea Stams.

## Căsătorie și descendenți
Înainte de septembrie 1237 Meinhard s-a căsătorit cu Adelaida (d. oct. /nov 1278), fiica contelui Albert al III-lea al Tirolului (d. 1253). Meinhard avea peste 40 de ani la momentul căsătoriei, iar din sursele existente nu reiese că ar mai fi fost anterior căsătorit. Cei doi au avut trei copii:
- Adelaida de Gorizia (n. după 1241 – d. 1291), căsătorită cu Frederic I, conte de Ortenburg /Carintia (d. 28 martie 1304);
- Meinhard al II-lea (n. 1239/1240 – d. 30  octombrie 1295), conte de Tirol și al IV-lea conte de Gorizia;
- Albert (n. 1240/1241 – d. sept. 1304), conte de Gorizia și Tirol.